# Faber Oszkár
Faber Oszkár, néhol Fáber (Spalice, 1879. április 4. – Liesing, Ausztria, 1945. május) felsőkereskedelmi iskolai tanár, piarista rendi szerzetesnövendék, pártmunkás, a Magyarországi Tanácsköztársaság idején az Országos Vallásügyi Likvidáló Bizottság elnöke.

## Élete
Id. Faber Oszkár és Hebenstreit Karolin fia. Lutheránusnak született, ám áttért a katolikus vallásra és belépett a piarista rendbe. A századforduló táján azonban kivált innen, és ateista lett, majd belépett az MSZDP-be. 1908-ban állt a főváros szolgálatába, 1909-ben felvették a Martinovics szabadkőműves páholyba, 1913-tól fogva a IX. kerületi felsőkereskedelmi iskolában oktatott. Időközben rendszeresen agitált, 1911-ben a zombori bíróság „vallás elleni izgatásért" elítélte. 1918-ban egyházellenes propagandatevékenység miatt 4 év börtönre ítélték, ám büntetését nem kellett végig letöltenie, a magyarországi kommün alatt az egyházi vagyon szocializálását intéző ún. Országos Vallásügyi Likvidáló Bizottságot vezette, helyettese Apáti/Apáthy György volt. Ezen minőségében többször konfliktusba keveredett Kunfi Zsigmonddal, emellett pedig népbiztosi hatáskörű független állami intézménnyé akarta alakítani hivatalát. Tagja volt a Társadalomtudományi Társaságnak, a Szabadgondolkodók Magyarországi Egyesületének, továbbá az Úttörő Társaságnak, és a Galilei Körnek is. A bukást követően lefogták és több mint 10 évnyi fegyházbüntetést kapott, ám 1922. február 15-én büntetésének végrehajtását félbeszakították, s a szovjet–magyar fogolycsere-akció keretein belül Szovjet-Oroszországba került, ahonnan Ausztriába küldték pártmunkára, a szovjet külkereskedelem képviseletéhez, ám állomáshelyét rendszerint elhagyta, majd Kismartonba települt, ahol mint nyelvtanár működött. A második világháború idején meggyilkolták. Felesége Wenisch Ella volt.

## Művei
- A keresztényszocializmus (Bp., 1907);
- Egy szerzetes naplótöredéke (Bp., 1908);
- A klerikális veszély (Bp., 1911).

Kéziratban maradt A szocialista etika című nagyobb munkája.

### Levéltári anyagok
- HU BFL - VII.101.c - fegyenc.I - 5864
- HU BFL - VII.102.a - forradalomutan - 1919 - 237